# اصغر روفه‌گر

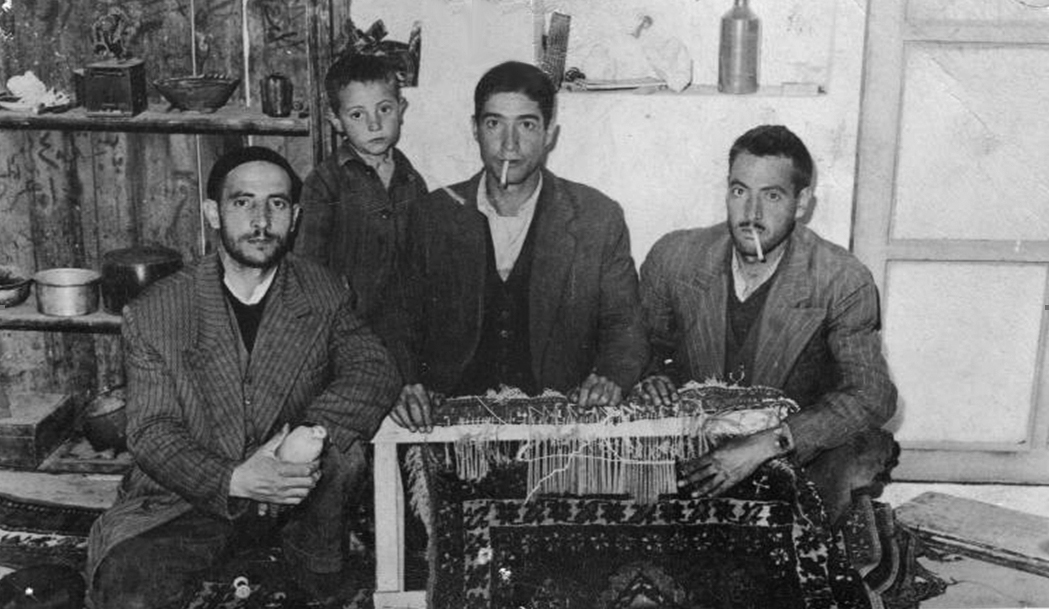
سال ۱۳۳۵ استاد به همراه شاگردانش (ازچپ به راست ۱- استاد اصغر روفه گر ۲- فرزند بزرگ استاد رسول روفه گر ۳- شاگردانش مرحوم مشهدی قلی و ۴- مرحوم محمد عطار

اصغر روفه‌گر حق به سال ۱۳۰۲ هجری شمسی در شهر تبریز محله قالی‌چیلر در خانواده‌ای که با شغل رفوگری امرار معاش می‌کردند متولد شد و از همان اوان کودکی در حجره پدرش مرحوم کربلای عبدالعلی روفه‌گر حق معروف به قیزل دیش که یکی از استادان رفوگری فرش در تبریز به‌شمار می‌رفت در کاروان‌سرای امیر کارگاه رفوگری داشت به همراه برادرانش مرحومین حاج عباسعلی و میرزا آقا مشغول گردید.

## کودکی و مهارت آموزی
او که در این زمان کودکی بیش نبود در اوایل برای تکمیل مهارت به کارگاه قالیبافی آلمانی‌ها واقع در کوچه حرمخانه (بازار کفاشان امروز) رفته و با قالی‌بافی زندگی حرفه‌ای خود را آغاز نمود. بعد از کسب مهارت لازم در بافت فرش و کار به همراه پدر در شرکت فرش آن زمان تبریز (امیر نو امروز) که ریاست آن را علی اف با یکی از سرپرستان دیگر بنام مسیو بارِر (مشاور موثق سیسل ادواردز در تدوین کتاب قالی ایران) بر عهده داشت، مشغول گردید.

## شروع روفه‌گری
در ۱۴ سالگی به بازار آمد و در حجره رفوگری مشهدی حسین آقباش در کاروانسرای گویولی - سرای راستی فعلی مشغول به کار شد. بعد از ۶ سال کار مداوم و تکمیل مهارت و فنون با کسب اجازه از استاد به نزد استاد حسین آقای ورشو در کاروانسرای امیر رفته و به ارتقای مهارت در فرش‌های بدون پرز از جمله گلیم، وَرنی و سوماک و سایر دست‌بافته‌های عشایری پرداخته که این شاگردی به یک سال نمی‌انجامد. سپس در تهران نزد استاد میرزا یعقوب امیر انتظام تعلیم دیده و مشغول به کار می شوند. بعد از یک دوره کوتاه به تبریز باز گشته و در تبریز به ادامه ی فعالیتشان پرداختند. استاد با توجه به خلاقیت‌های ذاتی لاجرم به صورت مستقل در میان بزرگان رفوگری فرش قرار گرفته و با کمی سن و سال در تیمچه ملک کارگاه رفوگری دایر کرد.

## ابتکارات
ایشان در تیمچه ملک با برادر بزرگش میرزا آقا فعالیتی پی‌گیر و مستمر در رفوی فرش‌های آنتیک و منحصر به فرد را در بازار تبریز به عهده می‌گیرند و این همکاری و ممارست منجر به ابتکارات و خلاقیت‌های خاص رفوگری آن زمان گردیده و به تکامل بخشیدن ابزارآلات رفوگری و شیوه‌های مرمت قالی گشته و آوازه خود را به گوش تجار می‌رسانند. در این اثنی قلاب پشت (برای آسیب‌های بید خوردگی) و قلاب گردن باریک برای ایلمک زدن محل‌های تنگ و کوچک را برای تسهیل در مرمت به وجود می‌آورند. البته اکثر ابزارهای کاری استاد توسط خودش ساخته می‌شد و به سایر مرمت‌کاران نیز ارائه می‌کرد.
تجار بزرگ آن زمان بازار تبریز حاج حسن هاشمی؛ حاج اسماعیل ترابپور؛ حاج مهدی ترابی؛ اعلاباف؛ حاج احمد فرشچی؛ تراب فام؛ حاج جواد ساعی زاد؛ حاج اسماعیل اسکویی و حاج احمد کلم فروش (قلم قاش) و در آخر شرکت سهامی فرش تبریز که ریاست آن را استاد حاج ابراهیم رضایی بر عهده داشت همواره مورد تشویق و توجه ایشان قرار می‌گرفت به فعالیتی پی‌گیر همت گماشت.
با توجه به شیوه و سبکی که در امر مرمت فرش توسط استاد بکار می‌رفت مورد توجه علاقه‌مندان این حرفه قرار گرفت و کارگاه ایشان تبدیل به آموزشکده‌ای گردید که شاگردان بسیاری به آن روی آوردند.

## آموزش
خوش فکری ایشان در امر تربیت و آموزش نیز موفق بوده که به غیر از چهار پسر وی (رسول؛ رحیم؛ کریم و محمود که با داشتن تحصیلات عالیه هر کدام در این فن جزء اساتید می‌باشند) و همچنین یکی از نوه های وی (جلال روفه گر حق ) که این حرفه را از استاد یاد گرفته امروزه در بازار تبریز مشغول این حرفه می باشد و شاگردان دیگری که هر یک ضمن کسب مهارت و فراگیری فنون کافی از محضر استاد خود یکی از صاحبان حرفه و استادی تمام عیار گردیده‌اند که در بازار تبریز و تهران و برخی به خارج از کشور رفته و آنان نیز به تربیت شاگردان بسیاری مبادرت ورزیده‌اند چنانچه با احتساب سه نسل از شاگردان ایشان به صدها تن بالغ می‌شود.

## کارهای ماندگار

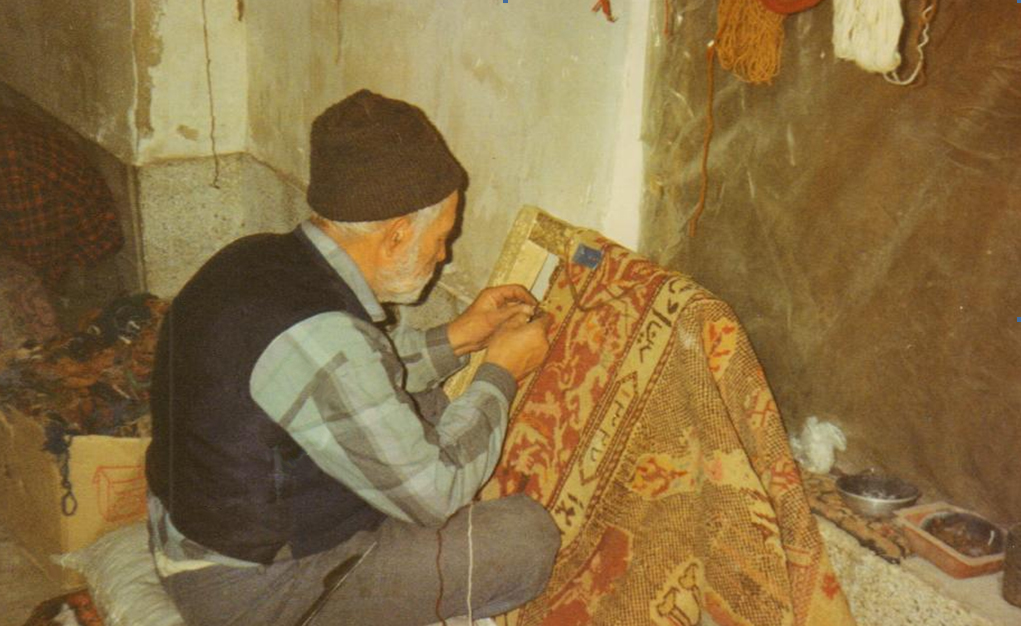
استاد اصغر در حال روفوی فرش مشروطه

او در طول سالیان کاری خود به غیر از ابتکارات و خلاقیت‌ها در بین تجار به استاد صاحب سبکی در مرمت فرش معروف گشته و کارهای خارق‌العاده در رفوی فرش به ایشان محول می‌شد و سایرین نیز در این امر از وی کمک می‌طلبیدند. از آخرین کارهای ایشان مرمت اساسی فرشی است بنام (فرش مشروطه) بوده که هم‌اکنون در موزه مشروطه تبریز نگهداری می‌شود. استاد در طول عمر خود عاشقانه و طبیبانه به مرمت فرش‌هایی اهتمام ورزیده که امروز هر کدام مزین موزه‌ها و تالارها گردیده‌است.

## پدر روفوی فرش
استاد در خرداد سال ۱۳۷۲ طی بزرگداشتی که در روز جهانی موزه در مقبره الشعرای تبریز توسط سازمان میراث فرهنگی استان آذربایجان‌شرقی برگزار شد، به همراه تنی چند از اساتید از جمله استاد عماد؛ استاد برگی؛ استاد نخجوانی و استاد اعلاباف مورد تکریم قرار گرفت. ایشان از طرف سازمان میراث فرهنگی استان آذربایجان شرقی در بخش مشاهیر آذربایجان به لقب پدر رفوگری فرش مفتخر شده‌است.

## تجلیل‌ها و بزرگداشت‌ها
در همان سال توسط استاندار وقت (مهندس محمدزاده) به عنوان میراث داران هنرهای سنتی و ذخایر ارزشمند هنرهای سنتی مورد توجه قرار گرفته و در مراسمی مورد تکریم قرار گرفت.
در سال ۱۳۸۶ در مراسم تجلیل از پیشکسوتان فرش آذربایجان توسط سازمان بازرگانی استان آذربایجان‌شرقی با همکاری اتحادیه تولید کنندگان و بافندگان فرش دستباف شهرستان تبریز مورد تجلیل قرار گرفته و لوح سپاس پیش کسوتی دریافت کردد.
در سال‌های اخیر چندین بار توسط سازمان صدا و سیما جمهوری اسلامی ایران مورد مصاحبه قرار گرفته و استاد در برنامه‌های “گلستانه” و “کلک هنر” از روزگار خود سخن گفته‌است.
با توجه به سال‌ها کار و تلاش مداوم و مرمت صدها اثر تاریخی و ماندنی این دیار که سرمایه‌های فرهنگی این مرز و بوم به حساب می‌آیند، بالاخره در سومین جشنواره تجلیل از پیشکوتان هنر و صنعت فرش که در ۱۱ اسفند ماه ۱۳۸۷ در موزه ملی فرش ایران برگزار گردید از پدر رفوگری فرش ایران به همراه ۱۰ تن از اساتید این هنر صنعت تجلیل به عمل آمد. برگزیدگان در سه رشته مهم این هنر از اساتید فنون بافندگی؛ ناظر فنی و چله کشی؛ مرمت و رفوگری بودند. از استان آذربایجان شرقی استاد اصغر روفه گرحق به عنوان پدر رفوگری و مرمت کار پیشکسوت و استاد محمد خوبانفر بافنده آثار حجمی حضور داشتند که مورد تجلیل قرار گرفتند. این مراسم که در موزه ملی فرش ایران برگزار گردید با حضور دکتر فرجی ریاست مرکز ملی فرش ایران و سایر مقامات وزارت بازرگانی و شخصیت‌های هنری با اهدای لوح و تندیس جشنواره به اساتید پیشکسوت از میراث‌داران این هنر و صنعت تجلیل بعمل آوردند.

## فوت
وی شانزدهم اردیبهشت ۱۳۸۹ درگذشت و در قطعه هنرمندان گلزار شهدای وادی رحمت تبریز به خاک سپرده شد.